# عين سيدي شريف
عين سيدي شريف إحدى بلديات دائرة ماسرة التابعة لولاية مستغانم.